# Aviso a los navegantes

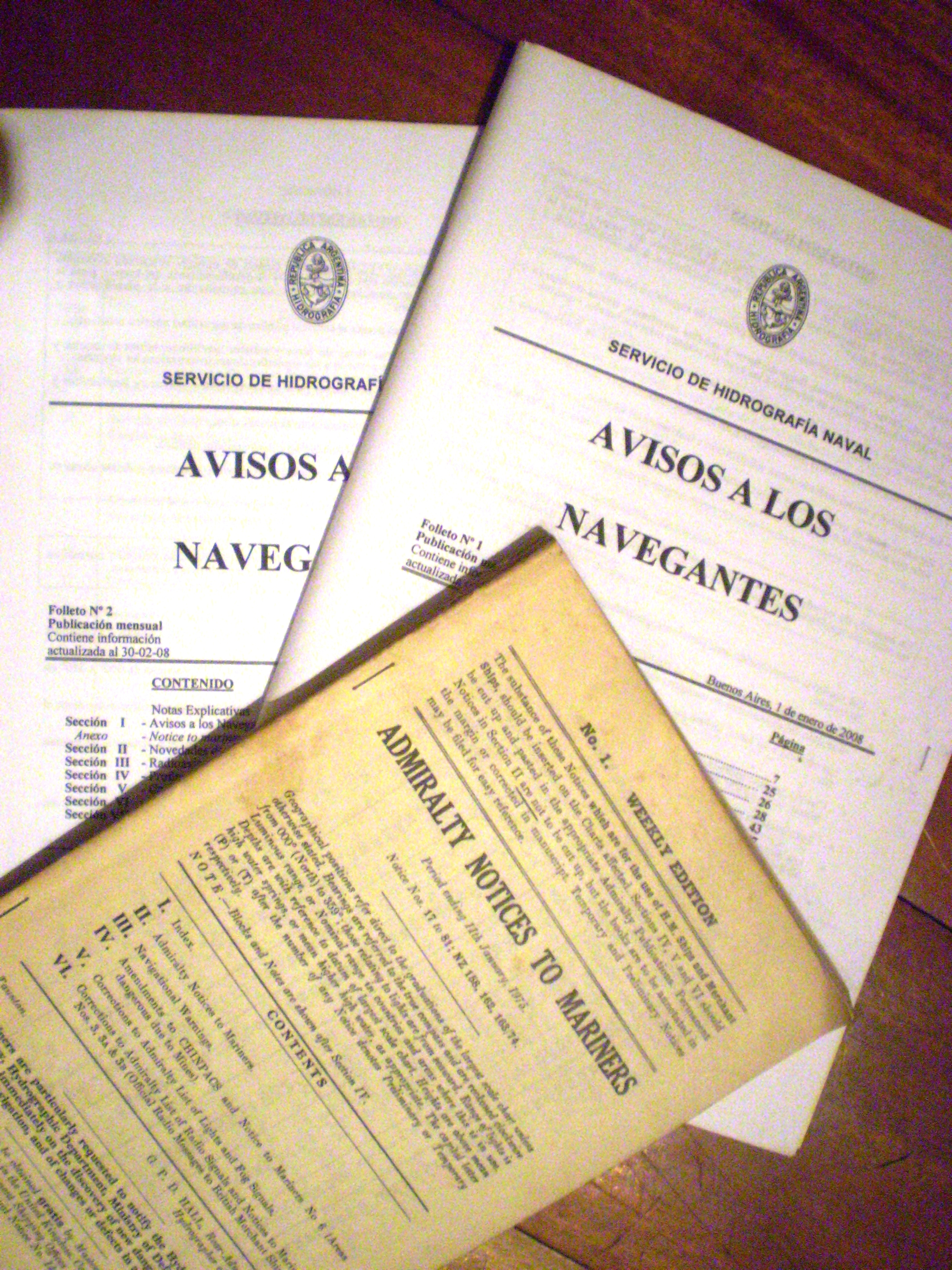
Ejemplares de Aviso a los navegantes y Notices to mariners.

El Aviso a los navegantes (en inglés: Notices to mariners) es un boletín periódico que publica la autoridad marítima de una región o país para actualizar cartas náuticas, derroteros, lista de faros, lista de radioayudas a la navegación y otras publicaciones náuticas.
En España, el organismo responsable de la publicación es el Instituto Hidrográfico de la Marina, dependiente del Ministerio de Defensa. La actualización es semanal. Otros servicios similares son el Servicio Hidrográfico del Reino Unido y la Agencia Nacional de Inteligencia-Geoespacial (NGA).
Cuando la magnitud de las novedades requiere mayor celeridad se emiten alertas radiofónicas para notificar a los marinos de peligros adicionales a los mostrados en la publicaciones.
Existen dos tipos de avisos:
- Los permanentes, que dan cuenta de cambios definitivos, por ejemplo cambio de caracteríscas de faros o balizas, profundidades, variación del contorno de la costa por acción del hombre, etc.
- Los preliminares y temporales, que se refieren a cambios transitorios, como averías en la señalización, ejercicios militares, operaciones de dragado...en general, alertas o restricciones a la navegación con carácter temporal y que tienen fecha de caducidad.

Por seguridad de la navegación es obligación del patrón o capitán de la embarcación mantener las publicaciones náuticas al día corregidas según el último aviso a los navegantes con que se cuente a bordo.
Actualmente muchas cartas y publicaciones se producen en formato digital, y sus respectivas actualizaciones se obtienen en el mismo formato, agilizando la tarea y disminuyendo los errores.
- Datos: Q1588324